# Prager Deutsch

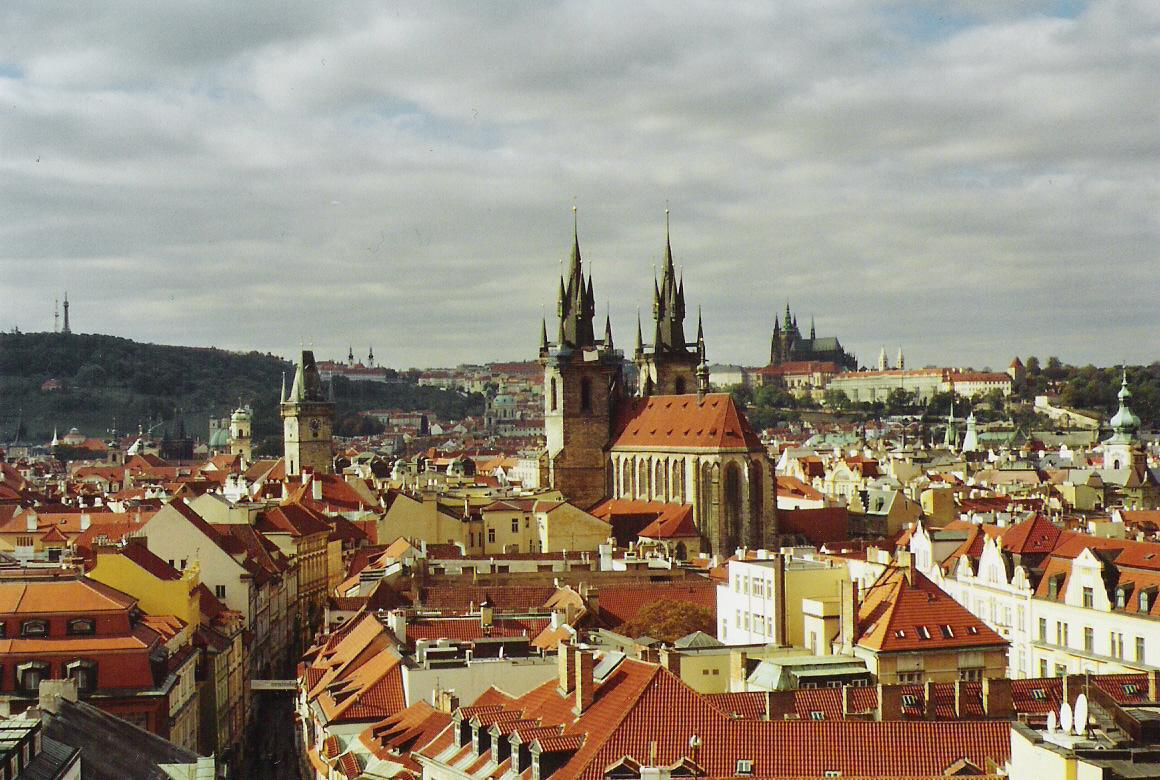
Die Goldene Stadt Prag vom Pulverturm aus gesehen

Als Prager Deutsch (tschechisch: pražská němčina) wird jene Form der deutschen Schriftsprache bezeichnet, die in Böhmen und dort vor allem in Prag, der heutigen Hauptstadt der Tschechischen Republik, gepflegt wurde. In der deutschen Sprachgeschichte spielt es eine bedeutende Rolle durch seine Ausgleichsfunktion zwischen den bairisch und alemannisch geprägten oberdeutschen Schreibformen in Österreich und Süddeutschland und den in Mitteldeutschland angesiedelten ostmitteldeutschen Sprachformen, aus denen letztlich die moderne neuhochdeutsche Schriftsprache entstand.

## Geschichte
Neben der tschechischen Sprache existierten in Böhmen seit dem Mittelalter verschiedene deutsche Dialekte, die im Süden und Südwesten mittelbairisch geprägt und mit den angrenzenden Mundarten in Ober- und Niederösterreich sowie dem Böhmerwald eng verbunden waren. Im Egerland rund um die Stadt Eger wurden nordbairische Mundarten gesprochen, im Norden und Nordosten hingegen ostmitteldeutsche Dialekte, die den Mundarten in Sachsen und Schlesien ähnelten. Daneben gab es noch die ebenfalls aus dem westgermanischen Dialektkontinuum entstandene jiddische Sprache der jüdischen Bevölkerung. Schriftlich wurde deshalb in Böhmen eine Form des Deutschen gepflegt, die einen Kompromiss zwischen diesen unterschiedlichen Varietäten darstellte.
Das Prager Deutsch ist stark an der Schriftsprache orientiert. Dialektale Einflüsse sind kaum feststellbar. Linguisten zweifeln daher an, dass sich das Prager Deutsch von den in der Region von alters her gesprochenen Dialekten ableitet. Vielmehr dürfte das Prager Deutsch dadurch entstanden sein, dass Deutsch in den Habsburger Ländern zur Bildungssprache der Juden wurde und sie dieses Deutsch zunächst über die Schriftsprache erlernten. Jüdische Schulen durften nämlich in den Habsburger Ländern neben Religion auch Fächer wie Mathematik und Geografie oft nur in deutscher Sprache unterrichten. So wurde Deutsch für viele Juden zur Bildungssprache und für die nachfolgenden Generationen oft auch zur Muttersprache.
Als sich Deutschland im 19. Jahrhundert für die kleindeutsche Lösung ohne Österreich entschieden hatte, entstand eine Bewegung, die sich gegen deutsche Modelle für die österreichische Schriftsprache wandte und innerhalb der Habsburger Länder nach einem neuen Modell für die österreichische Schriftsprache suchte. Bald fand man dieses im Prager Deutsch. Nun begannen sich auch Nicht-Juden an diesem Deutsch zu orientieren. Da der Antisemitismus aber schon damals stark war, begann man zugleich, eine Kontinuität mit den seit langem in der Region gesprochenen Dialekten zu unterstellen und damit herunterzuspielen, dass es ein von Juden geprägtes Deutsch war. Für Linguisten ist aber klar: Bestünde diese Kontinuität, wäre Prager Deutsch ein stark dialektal gefärbtes Deutsch. Es ist aber relativ dialektfrei.
In den großen Städten, allen voran in Prag, wurde dieses Prager Schriftdeutsch immer mehr auch zur mündlich verwendeten Sprache des Bürgertums und der Verwaltung. Es bildete so eine Brücke zwischen den südlichen oberdeutschen Schreibgewohnheiten und den ostmitteldeutschen Formen der sächsischen Kanzleisprache im Norden. Die Sprachform der in Prag gedruckten Werke erfreute sich sowohl im Süden als auch im Norden großer Beliebtheit, während besonders vom 16. bis zum 18. Jahrhundert oberdeutsche Bücher im Norden massiv abgelehnt oder ignoriert und umgekehrt ostmitteldeutsche Werke im Süden angefeindet wurden. Bis ins 20. Jahrhundert hinein behielt das Prager Deutsch diese Ausgleichsfunktion, wo es mit den Schriftstellern Rainer Maria Rilke, Franz Kafka, Max Brod, Franz Werfel, Egon Erwin Kisch, Friedrich Torberg, Oskar Baum, Johannes Urzidil, Felix Weltsch, Paul Leppin und Lenka Reinerová eine letzte Blüte erlebte.
Nach der Besetzung der Tschechoslowakei durch das Deutsche Reich 1939 und der Vertreibung der Deutschen aus der Tschechoslowakei nach 1945 wurde die Prager Deutsche Literaturproduktion unterbunden und konnte nur noch im Exil weiter existieren. Das Prager Deutsch als eigenständige Variante der deutschen Sprache hörte dadurch weitgehend auf zu existieren.

## Deutsch und Tschechisch
Beide Sprachen, die deutsche und die tschechische, existierten in Böhmen seit dem Mittelalter in gesprochener Form nebeneinander. In dieser Zeit fungierte jedoch stets das Lateinische als Schriftsprache der Gebildeten, der Kurie und der kaiserlichen Verwaltung, und bis auf einzelne wenige Werke existierte sowohl Deutsch als auch Tschechisch hauptsächlich als gesprochene Sprache der bäuerlichen Bevölkerung in verschiedenen regionalen Varianten. Erst durch das Wirken von Jan Hus begann die tschechische Sprache, eine erste Hochblüte zu entwickeln, wurde jedoch ab dem 15. Jahrhundert nach den Hussitenkriegen und besonders in der Zeit der Gegenreformation nach dem Dreißigjährigen Krieg als ketzerische Sprache diskriminiert und in den Untergrund gedrängt.
Zur selben Zeit begann sich das Deutsche immer mehr vom Latein zu emanzipieren, und so wurde es auch in Böhmen zunehmend zur Bildungssprache. Das Prager Deutsch entwickelte sich dabei zur regionalen Standardvarietät und genoss ab dem 17. Jahrhundert im ganzen deutschsprachigen Raum ein hohes Prestige. Es galt als besonders „reines“ Deutsch, ohne regionale Färbung, was an der erwähnten Mittelstellung zwischen oberdeutschen und ostmitteldeutschen Schreib- und Sprechgewohnheiten lag. Nachdem unter Kaiser Joseph II. die rechtliche Stellung der jüdischen Bevölkerung mit Toleranzpatenten verbessert worden war, begannen sich viele, in die deutschsprachige Gesellschaft Böhmens zu integrieren, und viele Juden gehörten im 19. Jahrhundert zu den bedeutendsten Vertretern des Prager Deutsch. Daneben gaben sie die jiddische Sprache zusehends auf.
Unter den Tschechen begann sich im 19. Jahrhundert, Widerstand gegen die erzwungene Zweisprachigkeit zu regen, bei der das Tschechische die klar benachteiligte Sprache war. Durch die Bewegung der Jungtschechen und unter dem Einfluss des Slawenkongresses von 1848 in Prag forderte die tschechischsprachige Bevölkerung nun ihrerseits mehr politische Mitsprache und Anerkennung der Sprache. Auch die tschechische Literatur begann wieder zu florieren, und die Sprache wurde in den folgenden Jahrzehnten stark ausgebaut. Es konnte jedoch, trotz vieler Kompromisse wie der Badenischen Sprachenverordnung und der Einrichtung der von der Karls-Universität abgetrennten Deutschen Universität Prag, keine zufriedenstellende Lösung zwischen den Volks- und Sprachgruppen erzielt werden; diese Situation trug wesentlich zum Zerfall Österreich-Ungarns bei und führte 1918 zur Tschechoslowakischen Unabhängigkeitserklärung. Bereits seit etwa 1860 hatte es aufgrund der Industrialisierung mit der einhergehenden Urbanisierung keine deutschsprachige Majorität mehr in der Bevölkerung Prags gegeben.
Entgegen den politischen Turbulenzen erlebte das Prager Deutsch sowohl vor dem Ersten Weltkrieg als auch in der Zwischenkriegszeit, als in Österreich und Deutschland immer mehr nationalistische und faschistische Kreise die Politik zu dominieren begannen, in der demokratischen Tschechoslowakei eine neue Blütephase. Vor allem böhmisch-jüdische Schriftsteller und nach Prag geflüchtete Emigranten aus Österreich und Deutschland trugen wesentlich dazu bei. Mit der Zerschlagung der Tschechoslowakei und der Okkupation Prags im März 1939 und dem Ausbruch des Zweiten Weltkriegs wurde diese letzte Blütephase jedoch abrupt beendet.

## Charakteristik
Im Mittelalter war die deutsche Sprache in Böhmen lautlich stark von bairisch-österreichischen Einflüssen geprägt. In der Zeit des Humanismus und der Reformation verstärkten sich die ostmitteldeutschen Einflüsse auf die Schriftsprache, vor allem durch die sprachliche Wirkung der Bibelübersetzung Martin Luthers. Nach dem Dreißigjährigen Krieg kam es zur vermehrten Zuwanderung deutschsprachiger Siedler in die vom Krieg verwüsteten böhmischen Gebiete, was zur weiteren Dialektvermischung führte. Religiös motivierte Vertreibungen nach und aus Böhmen verstärkten im Zuge der Gegenreformation diese Entwicklung.
Von der oberdeutschen Schreibsprache, wie sie im 17. und 18. Jahrhundert in Österreich und dem heutigen Süddeutschland verwendet wurde, entwickelte sich das Prager Deutsch so zunehmend in Richtung der sächsischen Schreibweise. Schon frühzeitig wurde die typisch oberdeutsche Unterscheidung von ei und ai aufgegeben. Ebenso wurden die oberdeutschen Diphthonge ue, iu, uo und eu zugunsten der mitteldeutschen Schreibkonvention getilgt. Die für den bairischen Schriftdialekt typische Verwechslung von w und b, sowie b und p ging zurück, ebenso wie die aus dem Kärntnerischen und Tirolerischen stammende Schreibung des aspirierten kh.
Diese Angleichungen an die ostmitteldeutsche Schreibweise betrafen vor allem die Rechtschreibung, weniger das verwendete Vokabular, Semantik und Grammatik. Hier bewahrten sich die oberdeutschen Formen weitgehend. Dadurch klang das Prager Deutsch etwa für österreichische und bayerische Ohren in Wortwahl und Erzählweise weiterhin sehr vertraut, während es im Norden leichter zu lesen war, da es annähernd dieselbe Rechtschreibung benutzte.
Im 18. Jahrhundert war Böhmen Kriegsschauplatz im Siebenjährigen Krieg zwischen Preußen und Österreich, wodurch es in Böhmen zu Zerstörungen und Bevölkerungsverlusten kam. Durch die darauffolgende Neuansiedlung deutschsprachiger Personen aus verschiedenen Regionen außerhalb Böhmens kam es zu einem weiteren Ausgleich des Prager Deutsch zwischen den zwei sprachlichen Polen.
Im 19. Jahrhundert wurde das Prager Deutsch zunehmend von der typischen österreichischen Verwaltungssprache beeinflusst. Der Staat übernahm zunehmend Verwaltungskompetenz und bestimmte somit die dafür verwendeten sprachlichen Begriffe. Aus dieser Zeit stammt ein Vokabular, das etwa für Bayern typisch österreichisch klingt, wie Tischler für Schreiner oder Fleischhacker für Metzger. Das böhmische Küchenvokabular mit vielen aus dem Tschechischen stammenden Begriffen breitete sich zur selben Zeit in die andere Richtung, sowohl nach Österreich als auch nach Altbayern, aus, wodurch kulinarische Begriffe in den drei Regionen meist identisch sind.